# Trine Hattestad
Elsa Katrine »Trine« Hattestad, norveška atletinja, * 18. april 1966, Lørenskog, Norveška.
Trine Hattestad je nastopila na poletnih olimpijskih igrah v letih 1984 v Los Angelesu, 1988 v Seulu, 1992 v Barceloni, 1996 v Atlanti in 2000 v Sydneyju. Največji uspeh je dosegla na svojih zadnjih igrah leta 2000, ko je osvojila naslov olimpijske prvakinje v metu kopja. Leta 1996 je osvojila bronasto medaljo, v letih 1984 in 1992 pa je bila peta. Na svetovnih prvenstvih je osvojila naslov prvakinje v letih 1993 in 1997, leta 1999 je bila bronasta, na evropskih prvenstvih pa naslov prvakinje leta 1994. Leta 2000 je bila izbrana za evropsko športnico leta in norveškega športnika leta. V letih 1991, 1993, 1997, 1999 in 2000 je dosegla najboljši svetovni rezultat sezone v metu kopja.